# Stelgistrum stejnegeri
Stelgistrum stejnegeri és una espècie de peix pertanyent a la família dels còtids.

## Descripció
- Fa 9 cm de llargària màxima.[4][5]

## Hàbitat
És un peix marí, demersal i de clima polar que viu entre 18-320 m de fondària.

## Distribució geogràfica
Es troba al Pacífic nord-occidental: des de Hokkaido fins al nord de la mar del Japó i el mar d'Okhotsk.

## Observacions
És inofensiu per als humans.